# Euroliga 1993./94.
Ovo je 37. izdanje elitnog europskog klupskog košarkaškog natjecanja. Nakon dva kruga izbacivanja igrane su dvije četvrtzavršne skupine i onda četvrtzavršnica. Hrvatski predstavnik Cibona ispao je u četvrtzavršnoj skupini. Završni turnir održan je u Tel Avivu od 19. do 21. travnja 1994.

## Završni turnir

### Poluzavršnica
- Olympiacos -  Panathinaikos 77:72
- Joventut Badalona -  Barcelona 79:65

### Završnica
- Olympiacos -  Joventut Badalona 57:59

- europski prvak:  Joventut Badalona (prvi naslov)
  - sastav ([1]): Daniel Pérez Masip, Rafael Jofresa Prats, Tomás Jofresa Prats, Jordi Villacampa Amorós, Iván Corrales Gordo, Cornelius Allen Thompson, Juan Antonio Morales Abrisqueta, Ferrán Martínez Garriga, Alfonso Albert García, Mike Smith Gibbs, trener Želimir Obradović